# Robert Macé
Pour les articles homonymes, voir Macé.
Robert Macé, né le 7 mai 1503 à Caen où il est mort le 13 août 1563, est un typographe français.
Macé, le premier, introduisit en Normandie et en Bretagne, au XVIe siècle, l’usage des caractères typographiques en fonte, et qui fut, dans cet art, le maître de Christophe Plantin. Il laissa un fils, Bénédic Macé, qui eut la réputation d’un homme fort savant, et père lui-même du mathématicien et astronome Gilles Macé.

## Sources
- Théodore-Éloi Lebreton, Biographie normande : recueil de notices biographiques et bibliographiques sur les personnages célèbres nés en Normandie et sur ceux qui se sont seulement distingués par leurs actions ou par leurs écrits, t. 3, Rouen, A. Le Brument, 1861, 611 p. (lire en ligne), p. 3.